# Sibá Machado
Sebastião Machado Oliveira, mais conhecido como Sibá Machado (União, 24 de janeiro de 1958), é um sindicalista, geógrafo e político brasileiro. Exerceu o mandato de senador pelo estado do Acre de 2003 a 2008, voltando a ser suplente com o retorno da titular Marina Silva. Em 2015, foi líder do Partido dos Trabalhadores (PT) na Câmara dos Deputados, sendo substituído por Afonso Florence em 2016.

## Biografia
Natural de União, no Piauí, mudou-se para o estado de São Paulo aos 20 anos e lá trabalhou como cobrador de ônibus. Transferiu-se para o Pará, onde trabalhou como agricultor e, paralelamente, iniciou sua atuação sindical em 1983, como delegado do Sindicato dos Trabalhadores Rurais de Prainha, tendo antes frequentado o grupo de jovens da Igreja Católica.
Em 1986 fixou residência e radicou-se no Acre, onde se filiou ao Partido dos Trabalhadores (PT). Trabalhou junto à Comissão Pastoral da Terra, sendo eleito presidente da seccional da Central Única dos Trabalhadores em 1991 e reeleito em 1994. É bacharel em Geografia pela Universidade Federal do Acre.

## Carreira política
Em 1994 foi o candidato a deputado federal mais votado pelo PT, contudo faltaram 14 votos para que se atingisse o quociente eleitoral necessário para a obtenção de uma vaga no Congresso. Assim, não foi declarado eleito. Foi derrotado novamente em 1996, na disputa pela prefeitura de Plácido de Castro, e em 1998, quando foi eleito primeiro suplente de deputado estadual.[carece de fontes?]
Com a posse de Jorge Viana no governo do estado do Acre em 1999, foi nomeado Secretário de Extensão Rural e Garantia de Produção. Em 2001 foi eleito presidente do diretório estadual do PT e, em 2002, foi eleito primeiro suplente da senadora Marina Silva. Como esta se manteve como Ministra do Meio Ambiente no segundo governo de Luiz Inácio Lula da Silva, Sibá foi chamado a exercer o mandato.[carece de fontes?]
No Senado Federal, foi eleito presidente do Conselho de Ética em junho de 2007, renunciando ao cargo poucos dias depois em face das disputas internas acerca de qual procedimento adotar na análise do caso Renan Calheiros, acusado de quebra do decoro parlamentar.
Em 2010 Sibá Machado elegeu-se deputado federal, sendo o mais votado de seu partido. Foi reeleito em 2014, com 18,395 votos. Nas eleições de 2018, foi novamente candidato a deputado federal pelo PT, mas não conseguiu ser reeleito.
Durante as eleições de 2022, ele foi 1º suplente de senador na chapa majoritária encabeçada por Nazareth Araújo (PT), mas ambos não conseguiram ser eleitos.
Em novembro de 2023, Sibá Machado foi nomeado para o cargo de Chefe do Escritório da Superintendência do Desenvolvimento da Amazônia (SUDAM) em Brasília.

## Controvérsias

### Participação da CIA nas manifestações
Em 15 de março de 2015, Sibá Machado sugeriu que a CIA, a agência de inteligência americana, esteve por trás das manifestações realizadas em 15 de março de 2015 contrárias ao governo e a favor do impeachment da presidente Dilma. A declaração de Sibá se tornou piada na internet entre anônimos, artistas e políticos. "A CIA já destribuiu panelas pra vocês? O panelaço é daqui a pouco", ironizou o senador Ronaldo Caiado.

### Crítica à Operação Pixuleco
Em 3 de agosto de 2015, Sibá Machado, classificou a prisão do ex-ministro da Casa Civil José Dirceu, na 17ª fase da Operação Lava Jato, batizada de Operação Pixuleco, de “aberração” e tentativa de “golpe”. Para o petista, o juiz federal Sergio Moro, responsável pelos processos da Lava Jato na primeira instância, “persegue o PT” e quer colocar o “povo na rua” para derrubar o partido.

### Ofensas à manifestantes contra o governo
Em 27 de outubro de 2015, um grupo de manifestantes ligados ao MBL, que defende o impeachment da presidente Dilma Rousseff, fez um protesto na galeria do plenário da Câmara dos Deputados durante a sessão de votação. Sibá Machado reagiu e, do microfone do plenário, chamou os manifestantes de "vagabundos".

### Foto em manifestação
Em 18 de março de 2016, dia em que foi realizado uma manifestação pró-governo, Sibá Machado usou uma foto antiga, feita na Coreia do Sul, durante uma comemoração esportiva.
Na legenda da foto Sibá escreveu: Esta imagem é em Curitiba: Precisa explicar ao Moro? Não vai ter golpe. A foto mostra a imagem noturna de uma praça cheia de pessoas usando, majoritariamente, roupas vermelhas.
Os poucos prédios que aparecem na imagem não são suficientes para identificar qual é a cidade, mas internautas fizeram a checagem e descobriram que se tratava de uma foto retirada do Google. O blogueiro Hícaro Teixeira, de Brasília, revelou a fraude no dia seguinte e o deputado excluiu a publicação.

### Pesquisa de opinião
Em 6 de junho de 2016, Sibá Machado publicou uma pesquisa de opinião, sem indicar o instituto de pesquisa, sobre a avaliação do governo de Michel Temer, que indicava 90% de rejeição. A soma dos resultados, porém, era de 101%. 